# Petit Palais

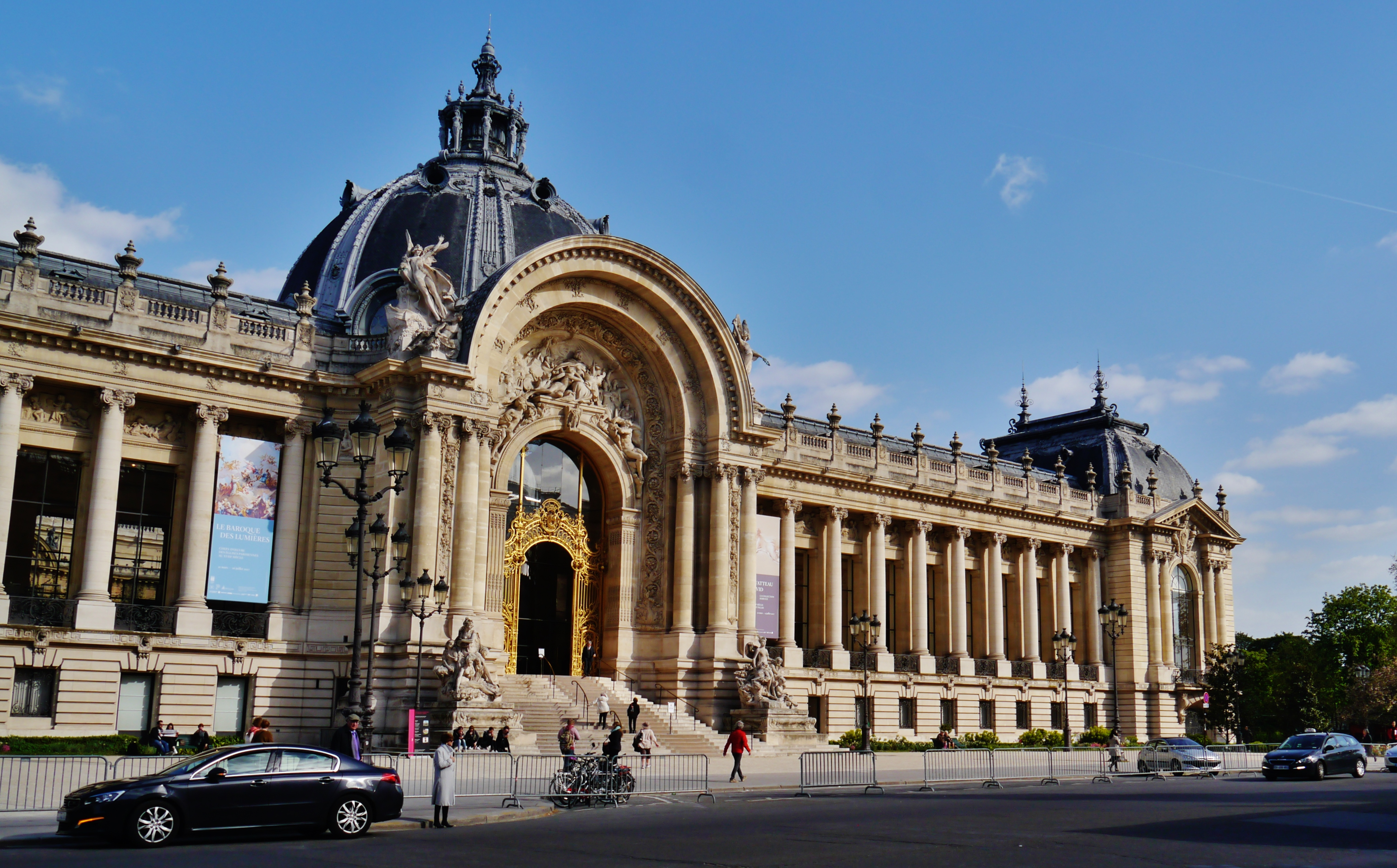
Façade van het Petit Palais

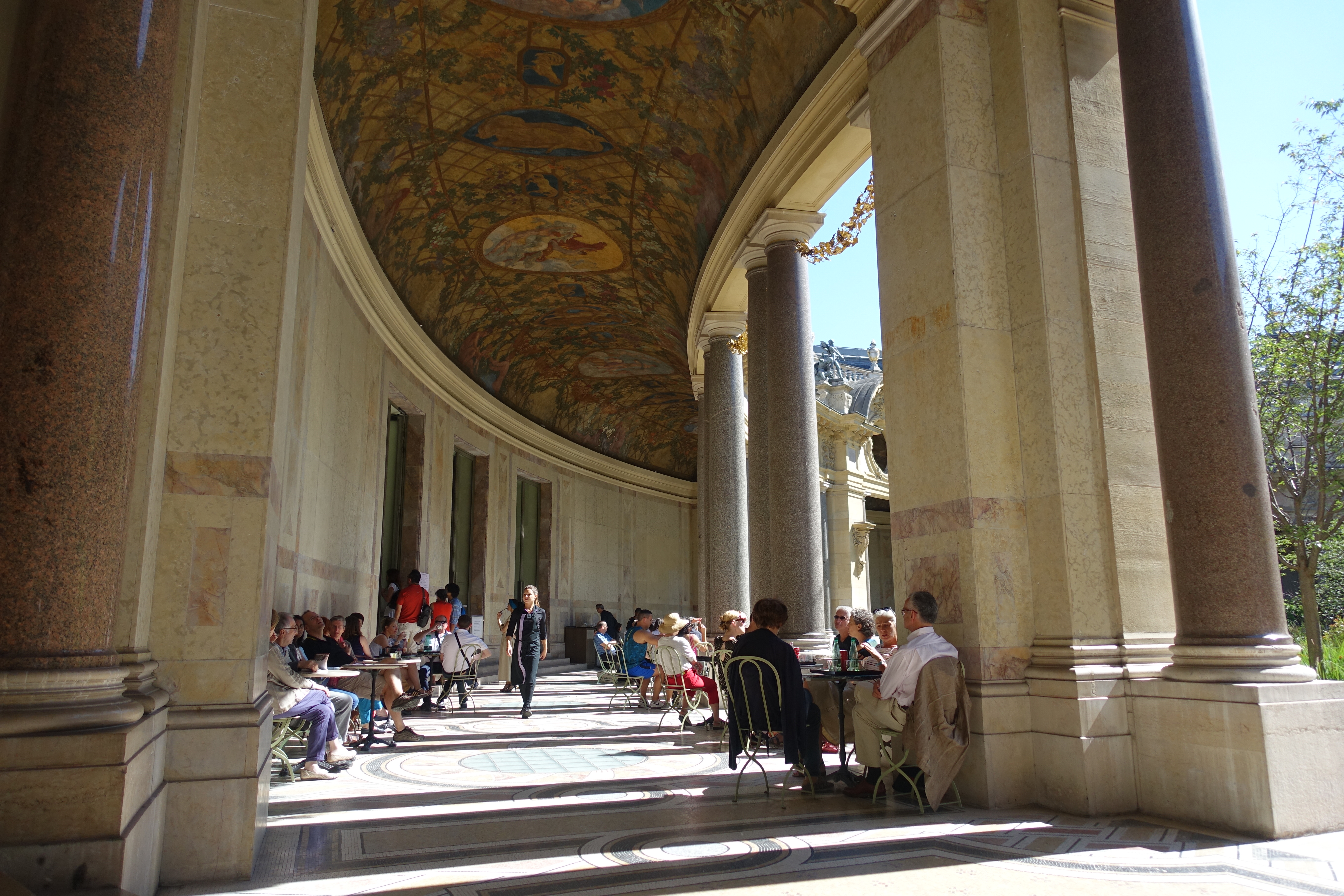
Café aan de binnentuin

Het Petit Palais (Franse uitspraak: [pəti palɛ]) is een kunstmuseum in de Franse hoofdstad Parijs. Het werd gebouwd voor de wereldtentoonstelling van 1900 volgens de beaux-arts-plannen van architect Charles Girault, en ligt aan de Avenue Winston-Churchill (tot 1966 de Avenue Alexandre-III) in het 8e arrondissement, tegenover het Grand Palais.
Het Musée des Beaux-Arts de la Ville de Paris is sinds 1902 gevestigd in het Petit Palais. Aan de binnentuin is een café. Sinds 1975 is het gebouw als monument historique door het Franse ministerie van Cultuur aangemerkt.

## Museum
In het Petit Palais is een grote verzameling van oude en moderne kunst. Toegang tot de permanente collectie is gratis. Er zijn voornamelijk schilderijen van Europese kunstenaars uit de 19e en 20e eeuw, onder andere De maagd met engelen van Bouguereau, Thee in de middag van Bracquemond, In het park van Morisot, Laan met kastanjebomen in La Celle-Saint-Cloud van Sisley, De dag van de begrafenis van Benjamin-Constant en De slaap en Jonge vrouwen aan de oever van de Seine (zomer) van Courbet. Andere schilders met kunst in het museum zijn Monet, Pissarro, Gauguin, Martin, Roll, Vuillard, Puvis de Chavannes, Moreau, Renoir, Toulouse-Lautrec, Delacroix, Degas, Bonnard en Cézanne. Ook hangen er schilderijen van Vlaamse kunstenaars uit de 15e eeuw en Italiaans renaissancewerk van Botticelli, Mantegna en Cima, waarvan Madonna met kind.
In 2023 bezochten 1,1 miljoen personen het museum.

## Galerij

Kunst in het Petit Palais
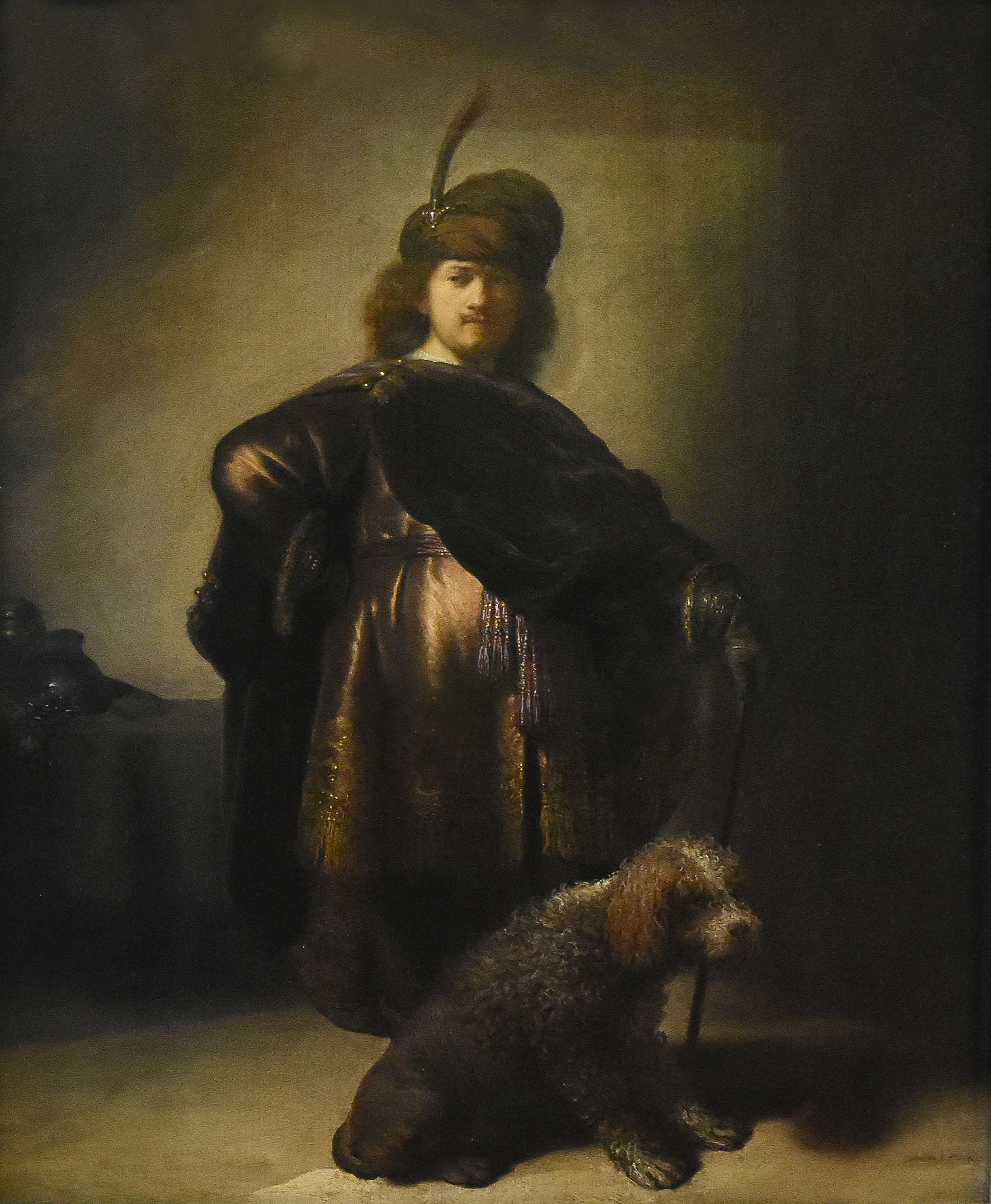
Zelfportret in oriëntaalse kledij (1631) van Rembrandt
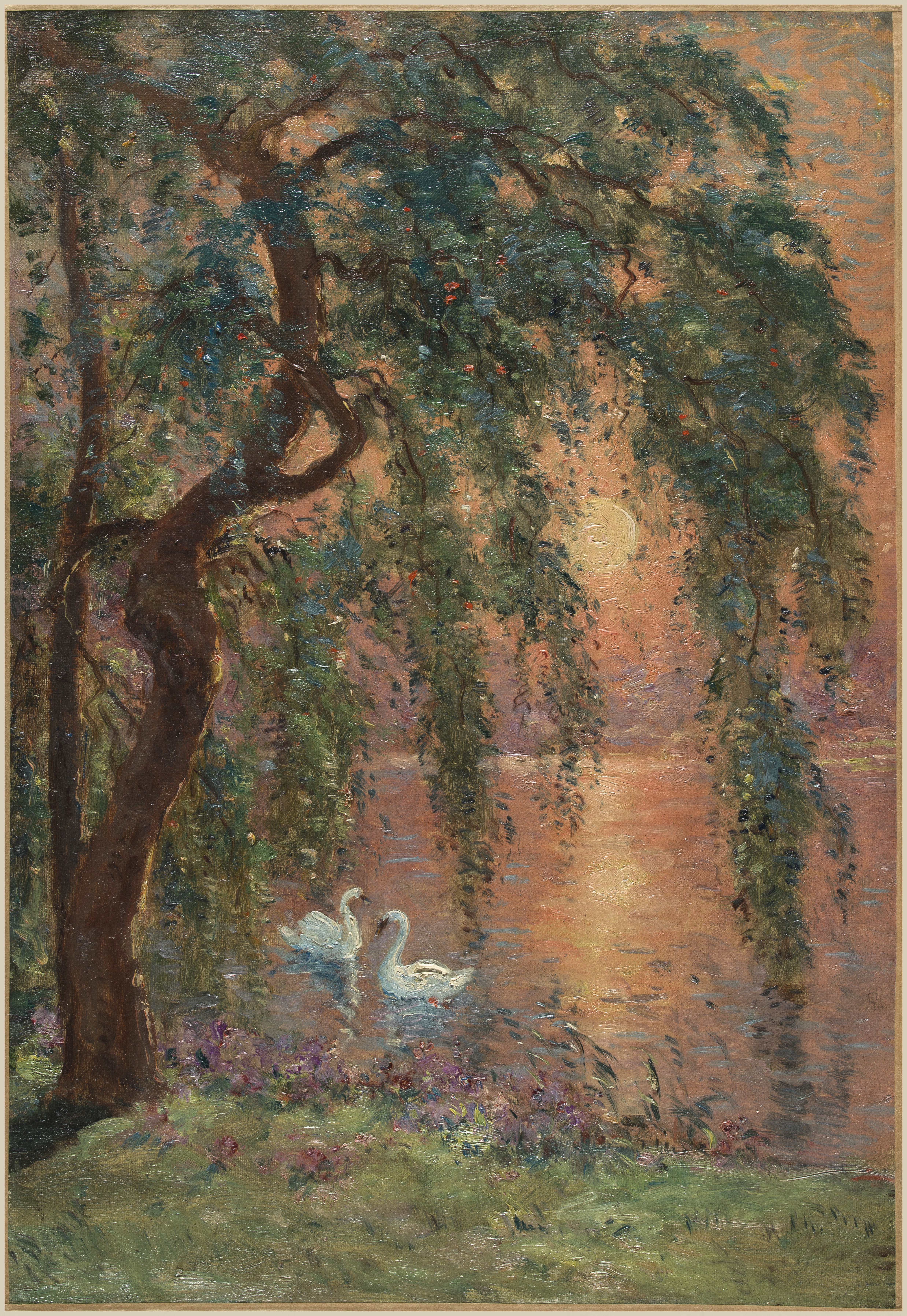
Marie-Joseph Clavel, Le lac d'amour, ca. 1918
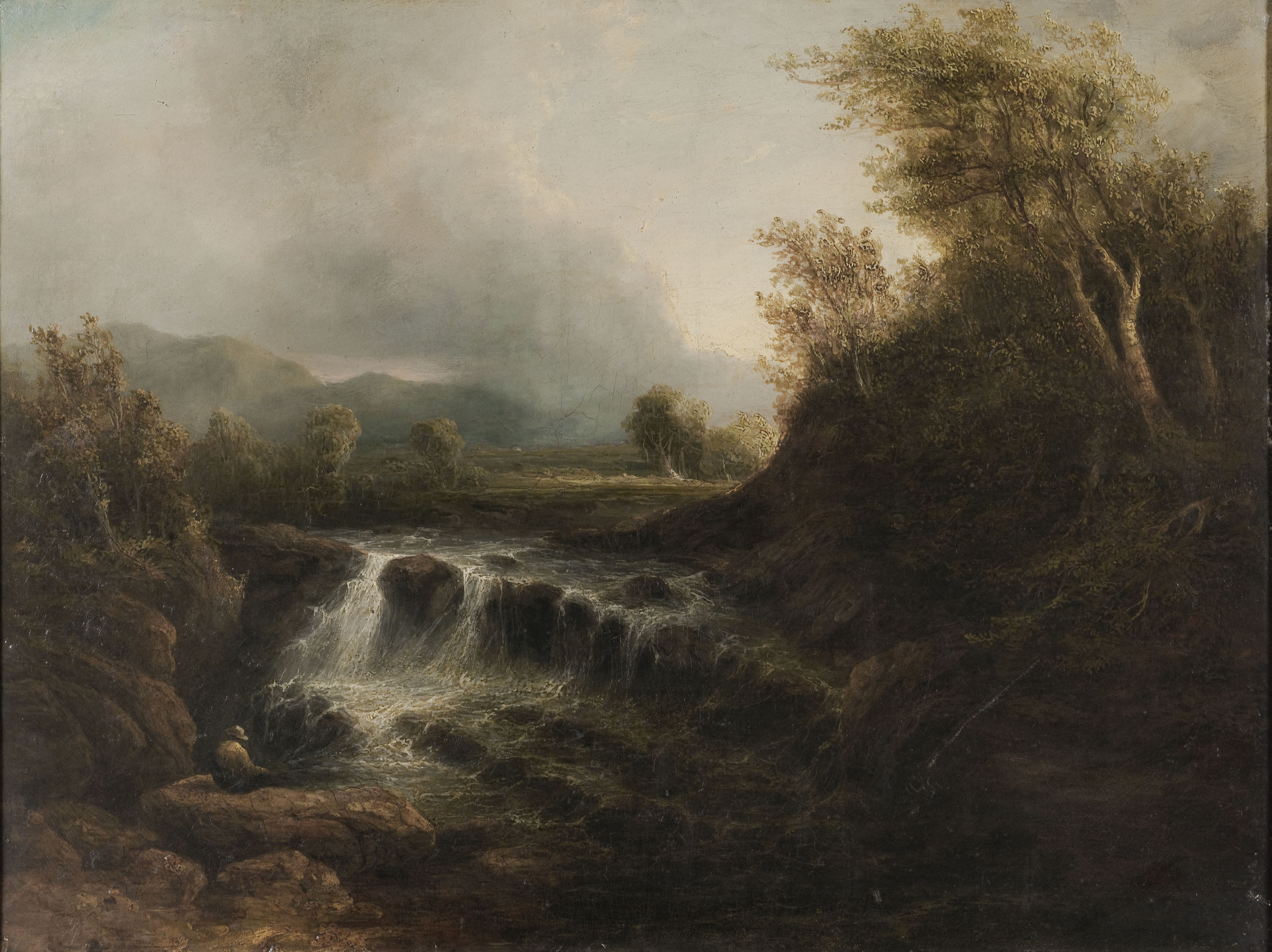
Paysage norvégien van Ruisdael
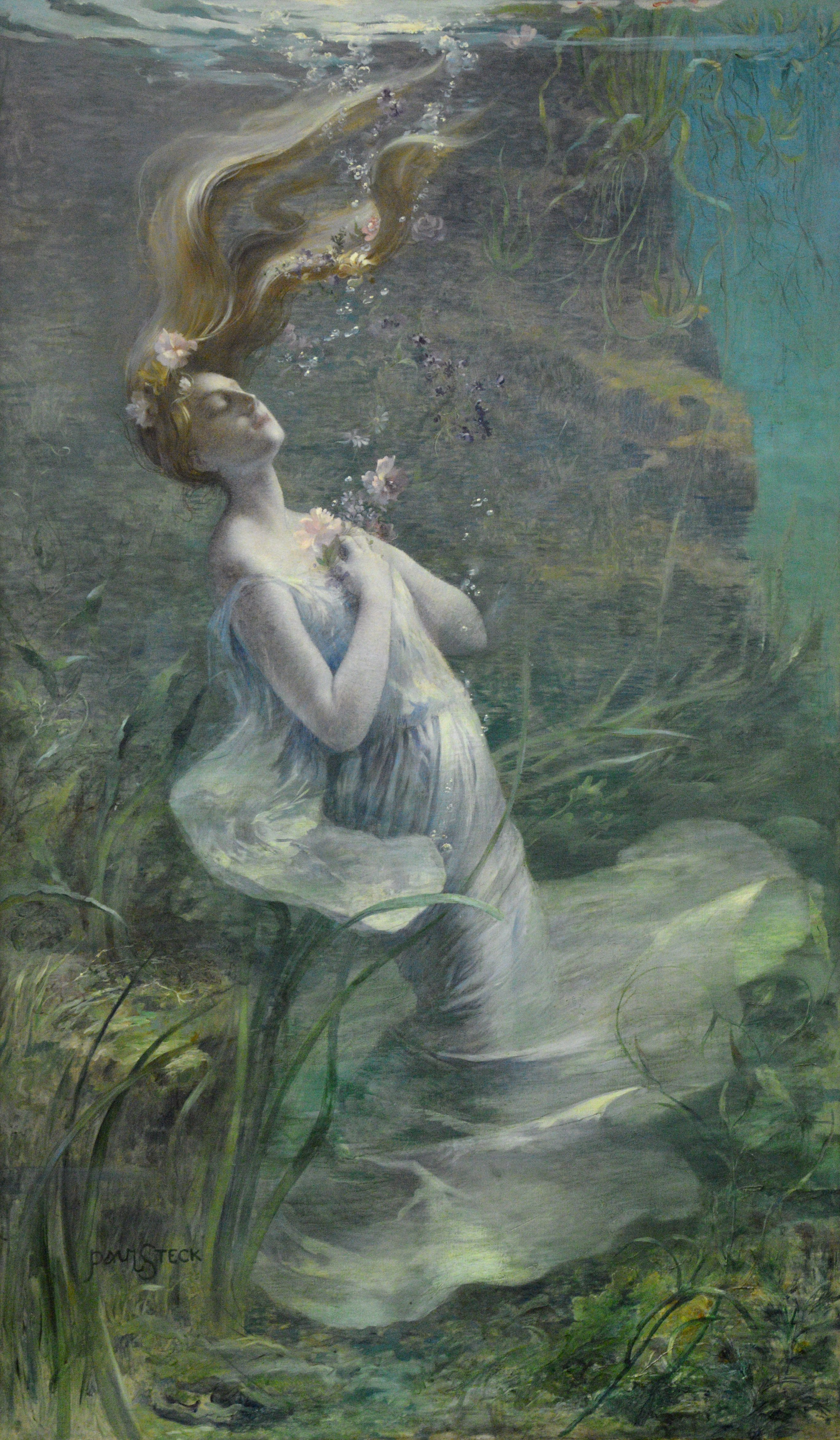
Ophélie van Paul Steck, ca. 1894
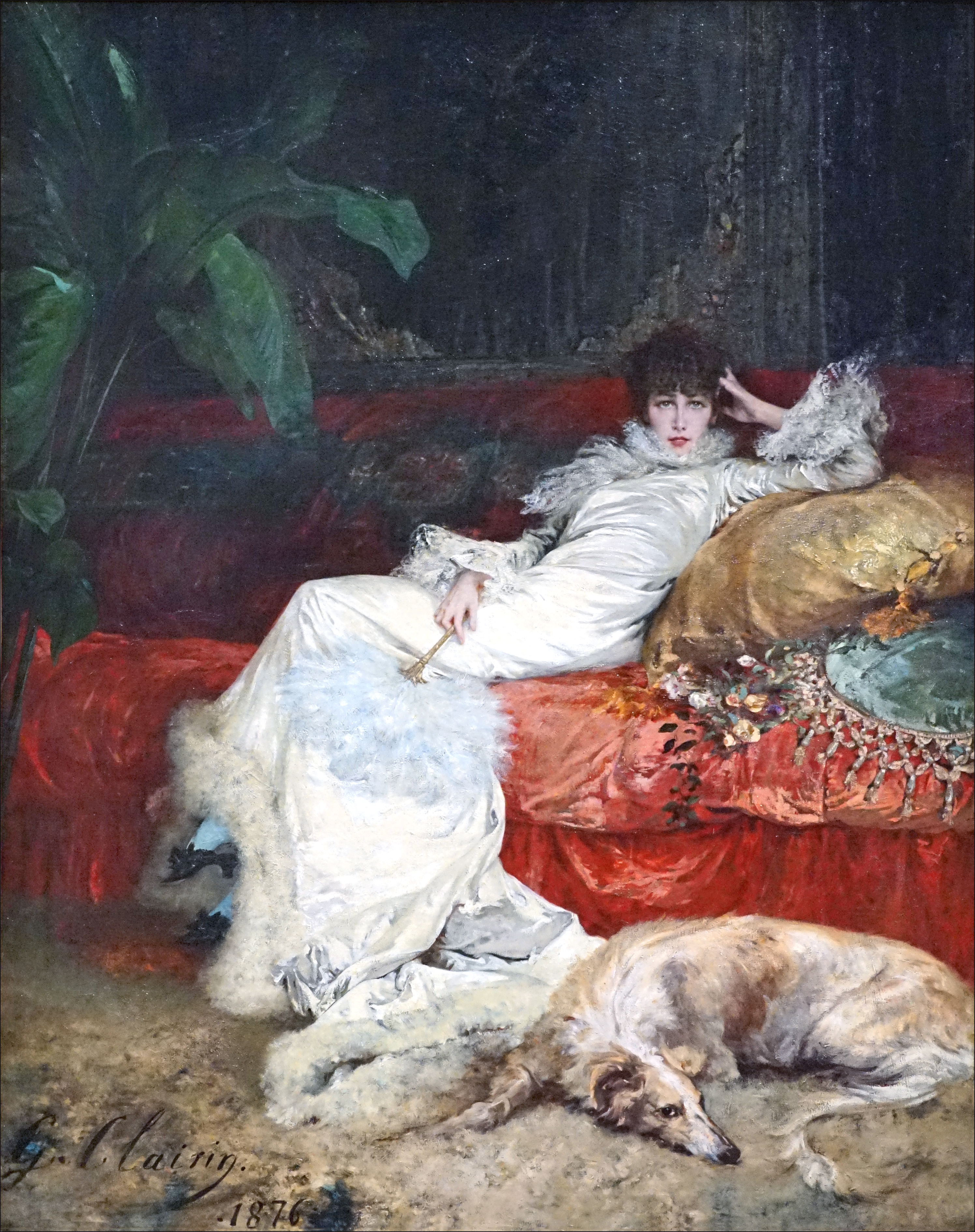
Portrait de Sarah Bernhardt (1876) van Georges Clairin
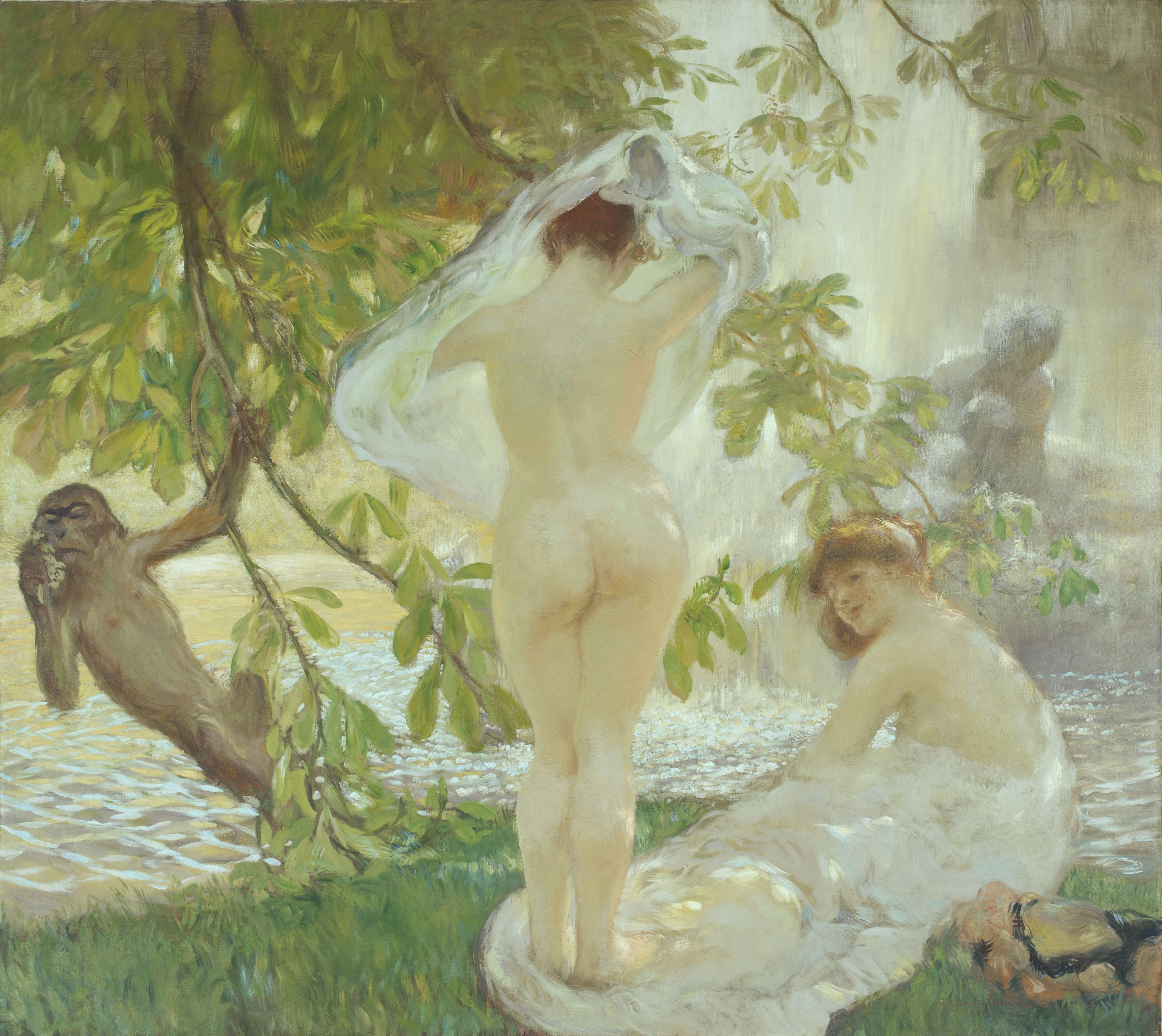
La Touche, La chemise enlevée, baigneuses (1913)
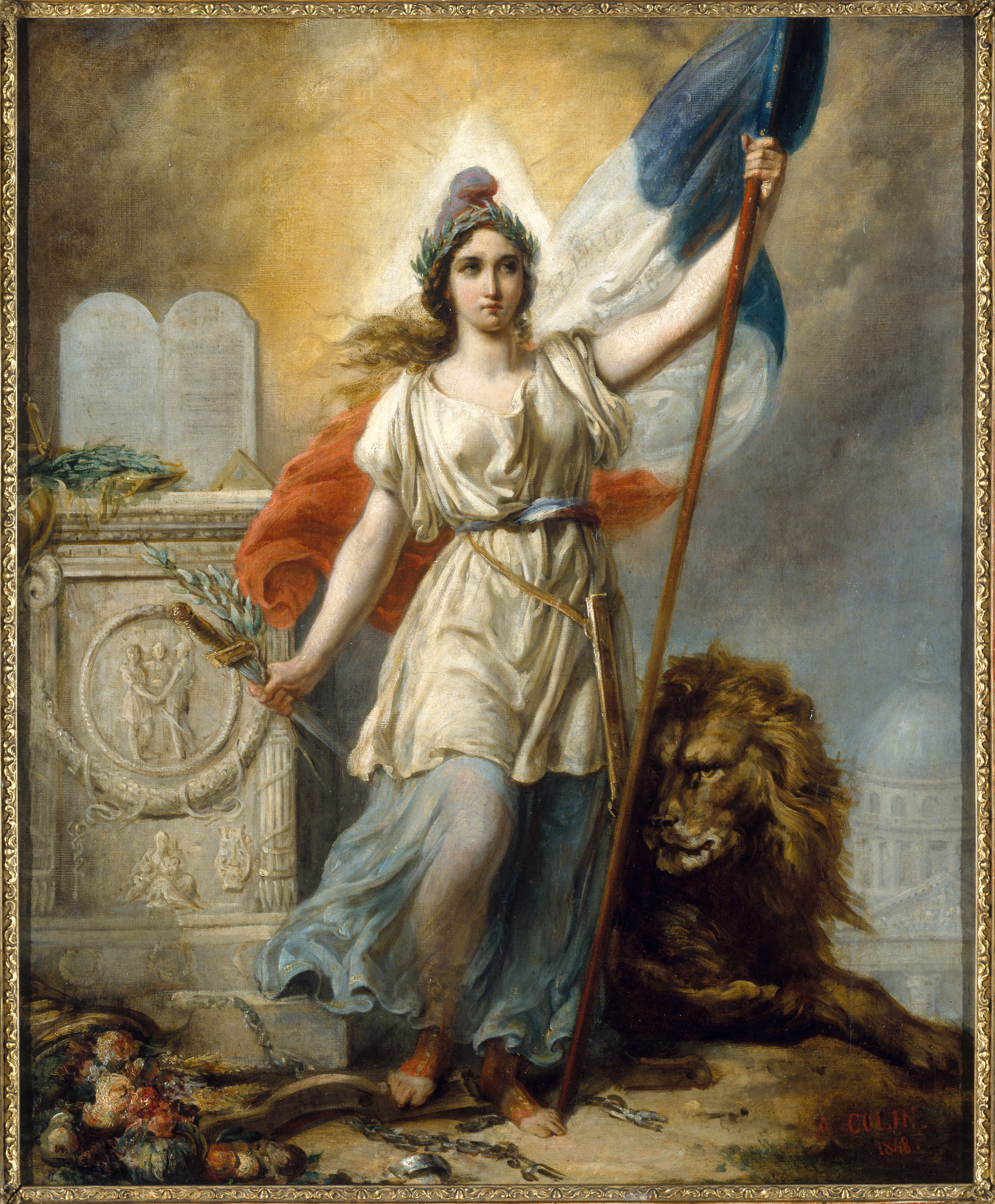
Alexandre-Marie Colin, La République (1848)
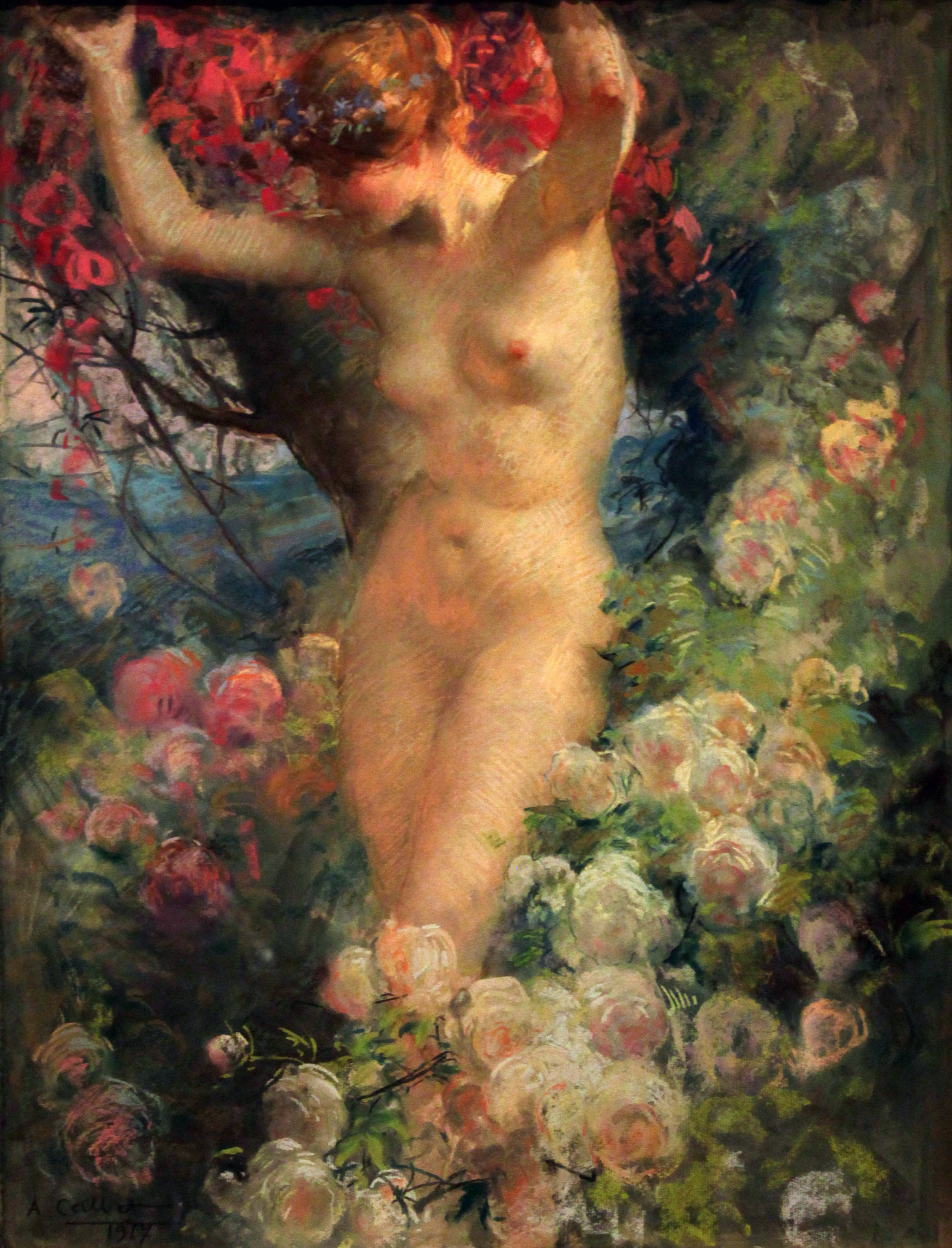
Antoine Calbet, Parmi les roses (1917)
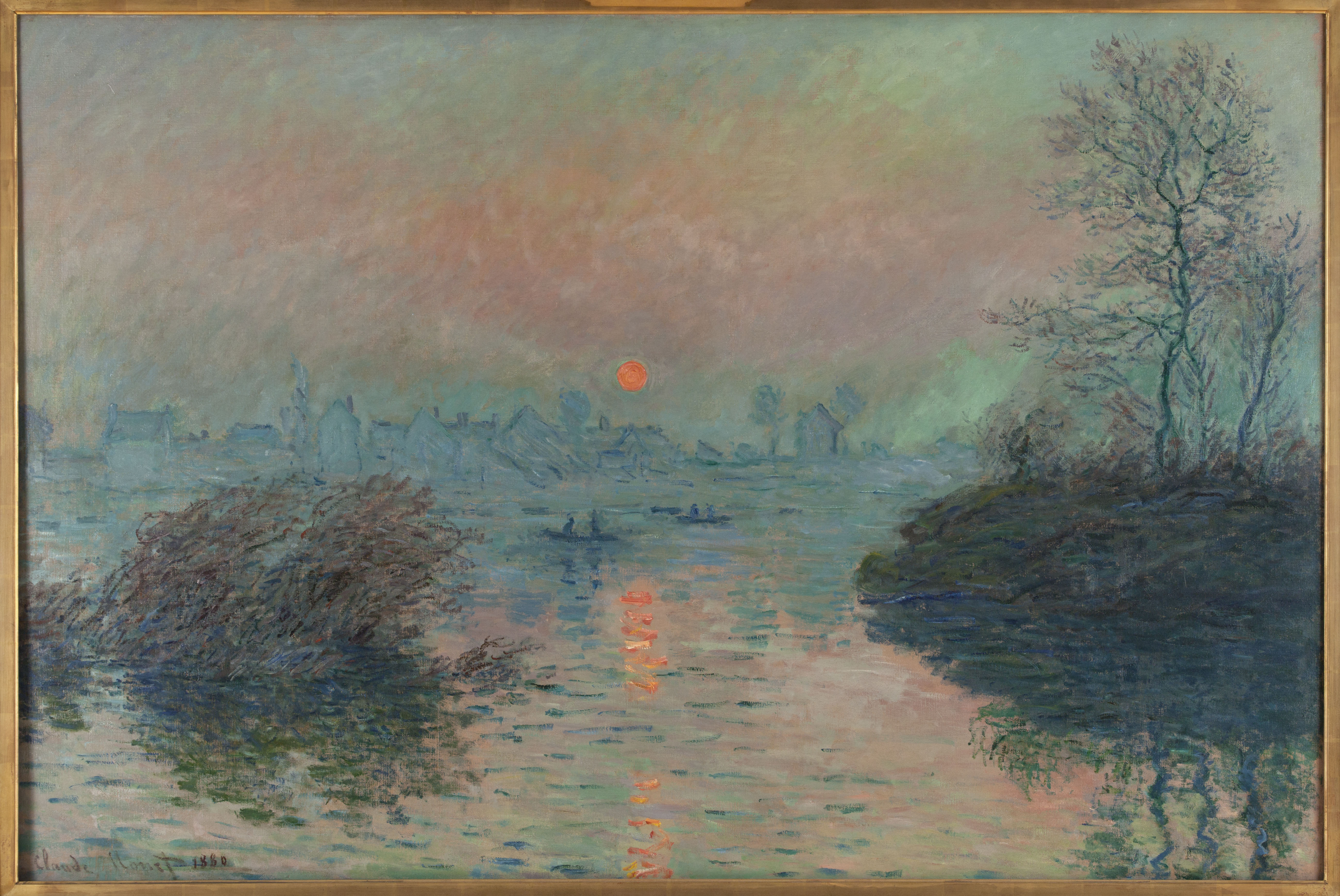
Soleil couchant sur la Seine à Lavacourt, effet d'hiver van Monet, 1880
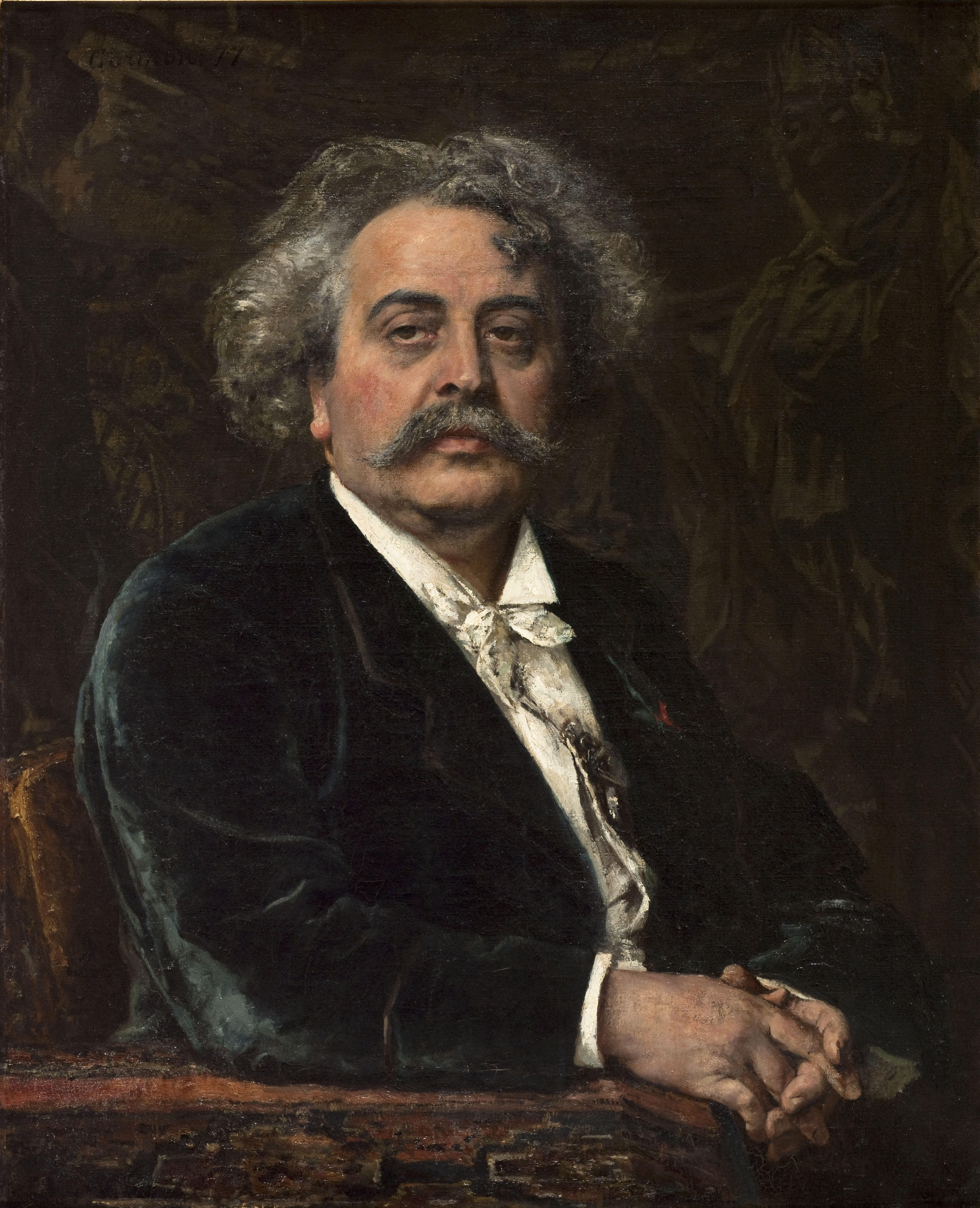
Fernand Cormon, Portrait de Carrier-Belleuse, 1877